# Cyrestis obscurissimus
Cyrestis obscurissimus är en fjärilsart som beskrevs av Martin 1903. Cyrestis obscurissimus ingår i släktet Cyrestis och familjen praktfjärilar. Inga underarter finns listade i Catalogue of Life.